# Marsdenia rostrata
Marsdenia rostrata är en oleanderväxtart som beskrevs av Robert Brown. Marsdenia rostrata ingår i släktet Marsdenia och familjen oleanderväxter. Inga underarter finns listade i Catalogue of Life.